# كانيلاريا بيريز
كانيلاريا بيريز (بالإسبانية: Candelaria Chimuela)‏ هي سيدة أعمال تشيلية، ولدت في 1810 في سانتياغو في تشيلي، وتوفي بنفس المكان في 28 مارس 1870.